# Фінал Кубка європейських чемпіонів 1963
Фінал Кубка європейських чемпіонів 1963 — фінальний матч розіграшу Кубка європейських чемпіонів сезону 1962—1963 років, у якому зустрілися італійський «Мілан» та португальська «Бенфіка». Матч відбувся 22 травня 1963 року на стадіоні «Вемблі» у Лондоні. Перемогу з рахунком 2:1 здобув «Мілан».

## Шлях до фіналу
| Мілан       | Мілан                | Мілан    | Мілан    | Раунд        | Бенфіка       | Бенфіка              | Бенфіка  | Бенфіка  |
| ----------- | -------------------- | -------- | -------- | ------------ | ------------- | -------------------- | -------- | -------- |
| Суперник    | За сумою двох матчів | 1-й матч | 2-й матч |              | Суперник      | За сумою двох матчів | 1-й матч | 2-й матч |
| Уніон       | 14–0                 | 8–0 (Д)  | 6–0 (Г)  | Перший раунд | -             | -                    | -        | -        |
| Іпсвіч Таун | 4–2                  | 3–0 (Д)  | 1–2 (Г)  | Другий раунд | Норрчепінг    | 6–2                  | 1–1 (Г)  | 5–1 (Д)  |
| Галатасарай | 8–1                  | 3–1 (Г)  | 5–0 (Д)  | 1/4 фіналу   | Дукла (Прага) | 2–1                  | 2–1 (Д)  | 0–0 (Г)  |
| Данді       | 5–2                  | 5–1 (Д)  | 0–1 (Г)  | 1/2 фіналу   | Феєнорд       | 3–1                  | 0–0 (Г)  | 3–1 (Д)  |

## Деталі матчу
| 22 травня 1963 |

| Мілан             | 2:1 | Бенфіка     |
| ----------------- | --- | ----------- |
| Алтафіні 58', 69' |     | Еусебіу 19' |

| Вемблі, Лондон Глядачів: 45 715 Арбітр: Артур Голланд |

| Мілан | Бенфіка |

|                  |  |                     |  |
|                  |  |                     |  |
| В                |  | Джорджо Гецці       |  |
| З                |  | Маріо Давід         |  |
| З                |  | Маріо Треббі        |  |
| З                |  | Віктор Бенітес      |  |
| З                |  | Чезаре Мальдіні (к) |  |
| ПЗ               |  | Джованні Трапаттоні |  |
| ПЗ               |  | Джанні Рівера       |  |
| ПЗ               |  | Діно Сані           |  |
| Н                |  | Жозе Алтафіні       |  |
| Н                |  | Бруно Мора          |  |
| Н                |  | Джино Півателлі     |  |
| Головний тренер: |  |                     |  |
| Нерео Рокко      |  |                     |  |

|                  |  |                          |  |
| В                |  | Алберту да Кошта Перейра |  |
| З                |  | Домісіану Кавем          |  |
| З                |  | Раул Машаду              |  |
| З                |  | Фернанду Круш            |  |
| З                |  | Умберту Фернандеш        |  |
| ПЗ               |  | Жоакім Сантана           |  |
| ПЗ               |  | Маріу Колуна (к)         |  |
| ПЗ               |  | Антоніу Сімойнш          |  |
| Н                |  | Жозе Аугушту             |  |
| Н                |  | Жозе Агушту Торріш       |  |
| Н                |  | Еусебіу                  |  |
| Головний тренер: |  |                          |  |
| Фернандо Рієра   |  |                          |  |